# Spodoptera venosa
Spodoptera venosa là một loài bướm đêm trong họ Noctuidae.